# Буринская Дача
Буринская Дача — участок в Зиминском районе Иркутской области России. Входит в состав Харайгунского муниципального образования.

## География
Находится примерно в 18 км к северу от районного центра.

## Население
| 2002 | 2010 | 2011 | 2012 |
| ---- | ---- | ---- | ---- |
| 102  | ↗250 | →250 | ↗288 |

Гендерный состав
По данным Всероссийской переписи, в 2010 году в населённом пункте проживало 250 человек (141 мужчина и 109 женщин).